# 威努斯基
威努斯基（英語：Winooski）是美国佛蒙特州奇滕登县的一個城市，位於最大城市伯靈頓東北、威努斯基河北岸，周圍分別為伯靈頓和科爾切斯特所圍繞。面積3.9平方公里。2000年人口6,561人，是該州第七大城市。
1922年設市。